# Mount Bransfield
Mount Bransfield (französisch Mont Bransfield) ist ein markanter, kegelförmiger, vereister und 760 m hoher Berg im Grahamland auf der Antarktischen Halbinsel. Er ragt 3 km südwestlich des Kap Dubouzet am nordöstlichen Ende der Trinity-Halbinsel auf.
Der britische Seefahrer Edward Bransfield (1785–1852) entdeckte und kartierte ihn am 20. Januar 1820. Er benannte den Berg als Mount Wakefield. Eine detaillierte Kartierung nahmen Teilnehmer der Dritten Französischen Antarktisexpedition (1837–1840) unter der Leitung des Polarforschers Jules Dumont d’Urville vor. D’Urville benannte den Berg nach seinem Entdecker um.